# Monolith Soft
Monolith Soft är ett japanskt spelföretag som bland annat har gjort spelen Xenosaga, Baten Kaitos och Disaster: Day of Crisis.
Den 6 maj 2007 köpte Nintendo 80 procent av aktierna i företaget av Namco Bandai och har därmed nu kontrollen, vilket i sin tur gör Monolith Soft till andrapartsutvecklare åt Nintendo.
Deras senaste spel heter Xenoblade Chronicles 2 och finns till Nintendos spelkonsol Switch. Spelet släpptes 1 december 2017.